# NGC 5705
NGC 5705 هي مجرة حلزونية ضليعة في كوكبة العذراء وهي جزء من مجموعة صغيرة من المجرات الحلزونية التي تشمل أيضا NGC 5691, NGC 5713 ، NGC 5719.